# Kuchelbader Schlacht

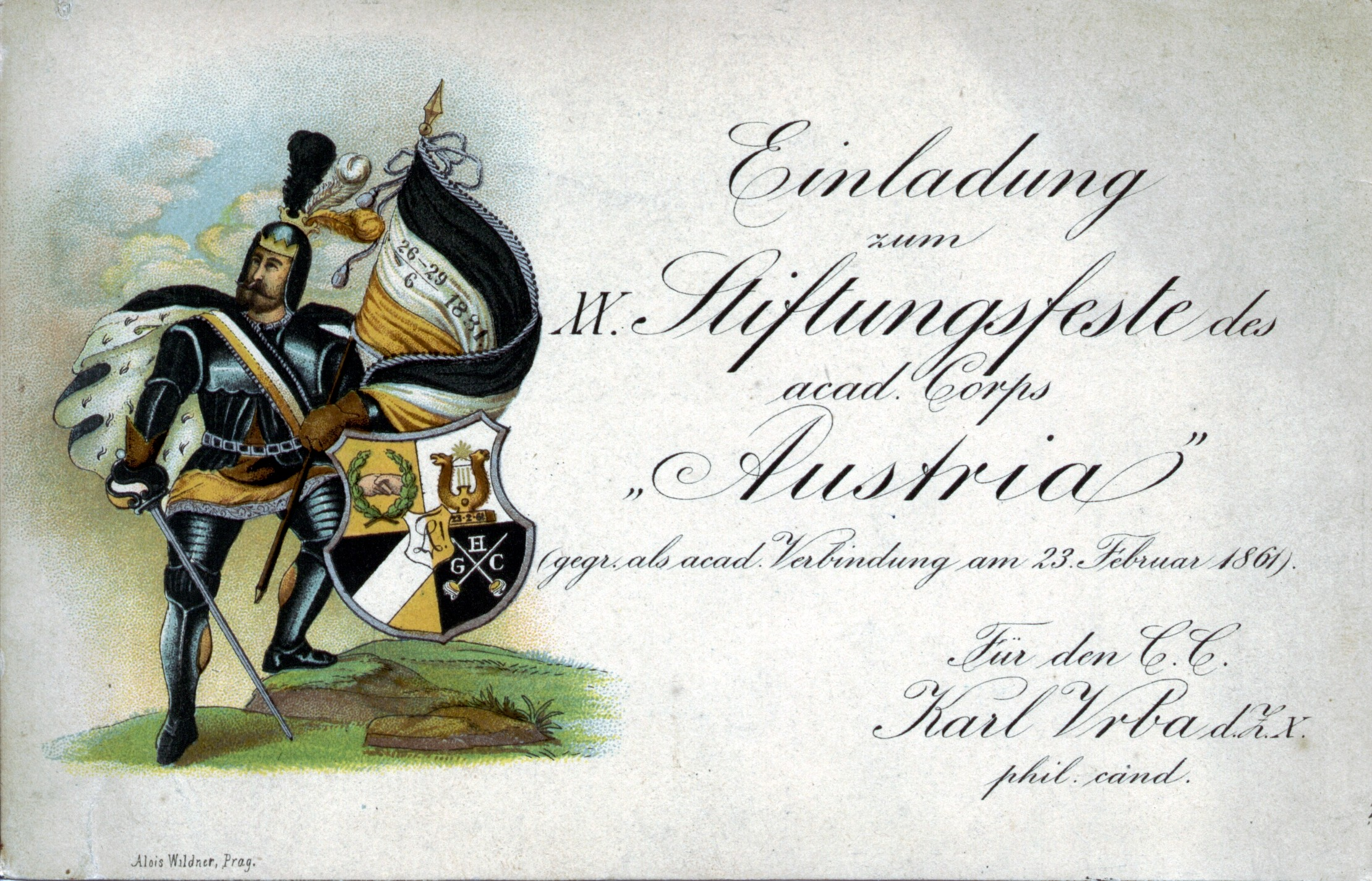
Einladung des Corps Austria zum Stiftungsfest 1881

Die Kuchelbader Schlacht war ein Überfall von Tschechen auf deutsche Studenten am 28. Juni 1881 in Kuchelbad (tschech. Chuchle, heute eingemeindeter Prager Stadtbezirk Velká Chuchle) bei Prag. Egon Erwin Kisch hat die Ereignisse in einer gleichnamigen Reportage festgehalten und dadurch den Begriff Schlacht für die Auseinandersetzung geprägt. Nach moderner Terminologie die Bezeichnung Straßenschlacht angemessener.

## Vorgeschichte

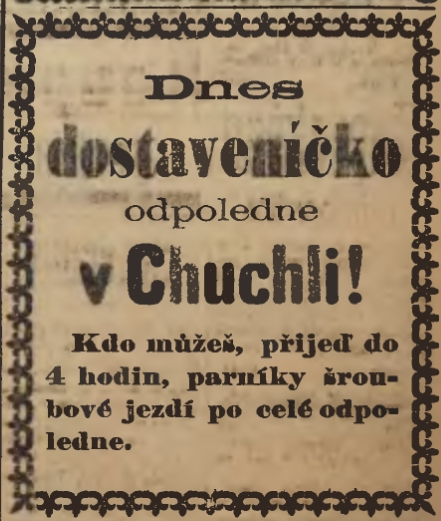
Aufruf zum Überfall

Die Bevölkerungsmehrheit des mittelalterlichen Prag war deutschsprachig. Die Vorlesungen an der Karl-Ferdinands-Universität wurden infolgedessen zunächst auf Lateinisch, später auf Lateinisch und Deutsch, ab 1748 nur noch auf Deutsch gehalten. Nach 1848 wurden zwar vereinzelt Vorlesungen in tschechischer Sprache angeboten, Prüfungen aber nur in Deutsch abgenommen. Als um 1860 die Mehrheit der Prager Einwohner tschechischsprachig war, forderten tschechische Politiker die Einführung einer konsequenten Zweisprachigkeit. Da hierüber keine Einigkeit erzielt werden konnte, beschloss der Reichsrat (Österreich) am 31. Mai 1881, die Universität in eine tschechische und eine deutsche Hochschule aufzuteilen. Dies wurde in Prag sowohl von deutschen wie von tschechischen Studenten abgelehnt. Die Deutschen fürchteten, dass ihrer Teiluniversität nun das gleiche Schicksal drohe, das nach der Spaltung der Technischen Hochschule im Jahre 1869 dort das deutsche Institut bereits ereilt hatte: Es war beinahe zu Bedeutungslosigkeit herabgesunken, während das tschechische Polytechnikum zur angesehensten Ingenieurschule der Donaumonarchie aufstieg. Die Tschechen wollten die Teilung der Universität nicht, weil sie an ihr ohnehin seit 1870 die Mehrheit der Studenten stellten. Die Spannungen zwischen Deutschen und Tschechen wurden Mitte Juni 1881 verschärft, als erkennbar wurde, dass bei den Wahlen zur Handelskammer von Prag tschechische Kandidaten auf Grund der Wahlordnung kaum Aussicht auf Erfolg haben dürften. Die Stimmung eskalierte am 27. Juni 1881, dem Tag vor der Kuchelbader Schlacht: Zum einen wurde bekannt, dass die deutschen Kandidaten die Wahl zur Handelskammer gewonnen hatten und zum anderen begann an diesem Tag das Stiftungsfest der deutschen Studentenverbindung Corps Austria mit einer Fahrt der Studenten in voller Couleur durch die Stadt, was von Tschechen als Provokation verstanden wurde. Grund dafür war, dass „die ihr Stiftungsfest feiernden großösterreichischen, an der alten übernationalen Staatsidee festhaltenden Corpsstudenten mit großdeutsch-nationalen Burschenschaftern verwechselt“ wurden.

## Auseinandersetzung

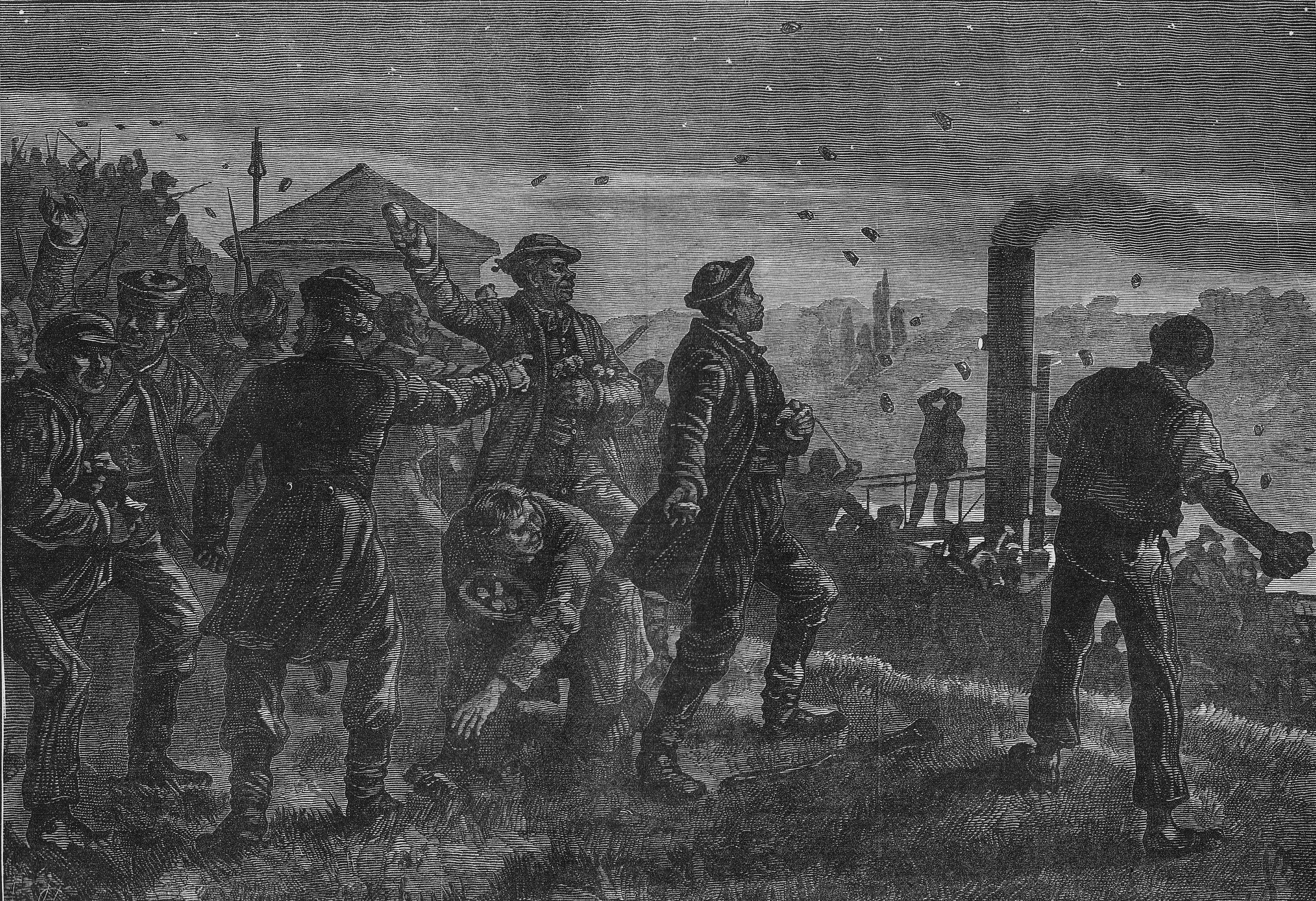
Kuchelbader Schlacht (1881)

Am 28. Juni 1881 fuhren die Angehörigen des Corps Austria und ihre Gäste mit einem Dampfer von Prag nach Kuchelbad, wo sie gegen 10 Uhr angelangten, um dort im Garten der oberen Restauration zu feiern. Gleichzeitig erschien in der Prager tschechischen Tageszeitung Národní listy ein Inserat mit dem Text: Heute nachmittags Stelldichein in Kuchelbad, wer kann, der komme bis 4 Uhr, die Schraubendampfer verkehren während des ganzen Nachmittags.  Nachdem sich auf diesen Aufruf hin den ganzen Nachmittag eine größere Menschenmenge zusammengerottet hatte, ertönte gegen Abend der Ruf Němečtí psi, domů! und eine wüste Auseinandersetzung begann. Die Corpsstudenten verzeichneten acht Schwer- und zahlreiche Leichtverletzte. Die deutschen Studenten flohen schließlich vor einem Steinhagel aus der Gaststätte zu ihrem Dampfer und kehrten in Prag angelangt unter Polizeischutz in ihre Quartiere zurück.
Die Bohemia berichtete ausführlich über die Ereignisse.

## Folgen
In den Prager Nationalitätenspannungen des 19. Jahrhunderts war die Kuchelbader Schlacht die erste vorausschauend geplante tätliche Auseinandersetzung. Als direkte Folge wurden die politischen Diskussionen über den Beschluss vom 31. Mai 1881 beendet und im Jahr 1882 die Universität Prag geteilt.